# Лу Гувер
Луїза Генрі Гувер, більш відома як Лу Генрі Гувер (англ. Lou Henry Hoover; 29 березня 1874 — 7 січня 1944) — дружина Президента США Герберта Гувера і Перша леді США.

## Життєпис
Луїза Генрі народилася в Ватерлоо, Айова. Вона була дочкою Чарльза Делано Генрі, банкіра, і Флоренс Іди Вид.
Дитинство Лу провела, живучи в невеликих містечках Каліфорнії — Уіттіер і Монтерейе. Вона виросла шибеником. Чарльз Генрі брав дочка з собою в гори, що було самим незабутньою подією її дитинства. Лу стала прекрасною вершницею. Вона також любила полювати, збирати мінерали.
Після початкової та середньої школи Лу вчилася в Педагогічному коледжі в Сан-Хосе (тепер в кампусах коледжу розташовані підрозділи державного Каліфорнійського університету в Сан-Хосе). У 1894 році Луїза надійшла в Стенфордський університет (це провідний приватний університет Каліфорнії) в «школу геологів», де була єдиною жінкою на курсі.
Ставши студенткою, Лу в тому ж 1894 року познайомилася навчалися з 1891 року на цьому ж факультеті геології Гербертом Гувером — майбутнім 31-го президентом США (з 1929 по 1933 рік) від Республіканської партії.
Луїза і Герберт вирішили почекати з весіллям до часу закінчення нею університету, щоб вона змогла продовжити освіту, а він кар'єру інженера в Австралії, куди він поїхав для роботи на золотих шахтах. Герберт був протестантом-квакером. Міс Генрі, вихована в традиціях Єпископальної церкви, також вирішила стати квакером.
У 1898 році, після закінчення Луїзою університету, Герберт телеграфував їй з Австралії пропозицію руки і серця.
Луїза Генрі й Герберт Гувер одружилися 10 лютого 1899 року в будинку батьків нареченої в Монтереї, Каліфорнія.
У подружжя Гувер було два сини: Герберт Кларк Гувер-молодший (1903—1969) — інженер, дипломат. У 1925 році закінчив Стенфордський університет і став працювати інженером в авіабудуванні. Недовгий час, 1928—1929 рік, провчився в Гарвардській школі бізнесу. Зрештою став займатися геофізичною інженерією, влаштувавшись на роботу в Об'єднану геофізичну компанію. У 1954—1957 обіймав посаду Державного секретаря з близькосхідних справах. Помер в Пасадені, Каліфорнія. Аллан Генрі Гувер (1907—1993) — гірський інженер. Народився в Лондоні, закінчив економічний факультет Стенфордського університету в 1929 році, а в 1931 році здобув ступінь магістра Гарвардської школи бізнесу. Працював гірничим інженером в Каліфорнії. Помер в Гринвічі, Коннектикут.
Під час Першої світової війни Лу допомагала чоловікові в справі надання допомоги бельгійським біженцям. За це в 1919 році вона була нагороджена королем Бельгії Альбертом I. Сприяла відкриттю Початковою школи в Уїттері, яка в 2005 році стала носити ім'я Лу Гувер. Також Лу профінансувала будівництво будинку скаутів в Пало-Альто, Каліфорнія. Зараз це будинок скаутів імені Лу Генрі Гувер.
Як Першої леді, вона припинила щорічні новорічні прийоми, які проводилися за вказівкою Джона Адамса з 1801 року.

## Смерть
Місіс Гувер померла від інфаркту міокарда 7 січня 1944 року в Нью-Йорку. Спочатку вона була похована в Пало-Альто, Каліфорнія, потім її останки були перепоховані у Вест-Бранч, Айова, поруч з президентом, який помер у 1964 році.